# Cavustepe
Cavustepe, Çavuştepe falu és régészeti lelőhely Törökországban, Van tartományban.

## Fekvése
- Çavuştepe 22 km-rel délre fekszik Van városától a Van-tó délkeleti részén.

## Történelme
Van tartományban, Gürpinar járási székhely közelében, a dombon álló urartui vár (Çavuştepe kalesi) maradványait a török régészek 1961-ben kezdték feltárni. Az itt talált, megfejtett feliratok tanúsága szerint a mára már elpusztult erődítményt i. e. 8. században II. Szarduri király idején építették. Az erődítmény eredetileg egy alsó és egy felső várból állt.

## Galéria

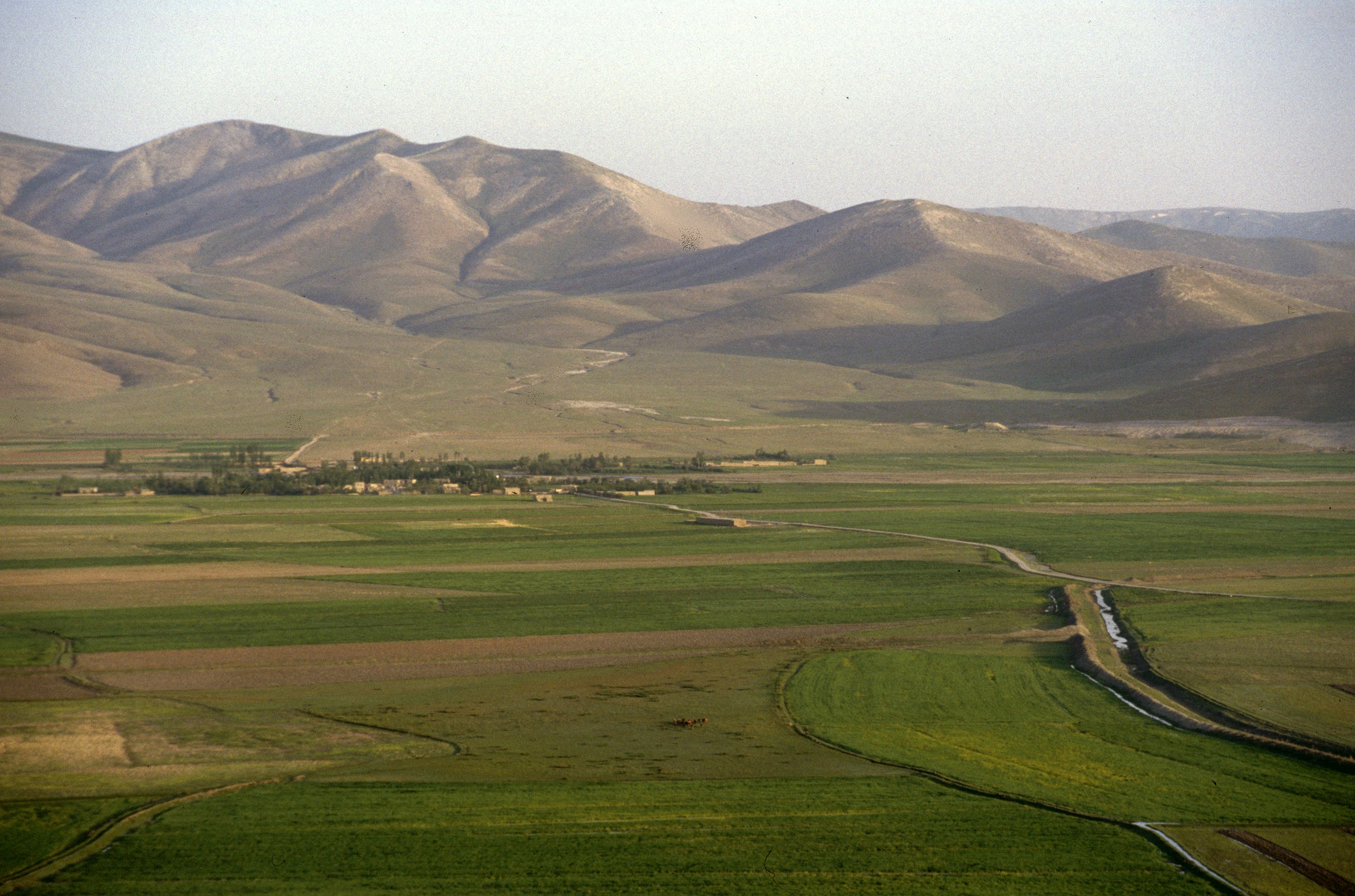
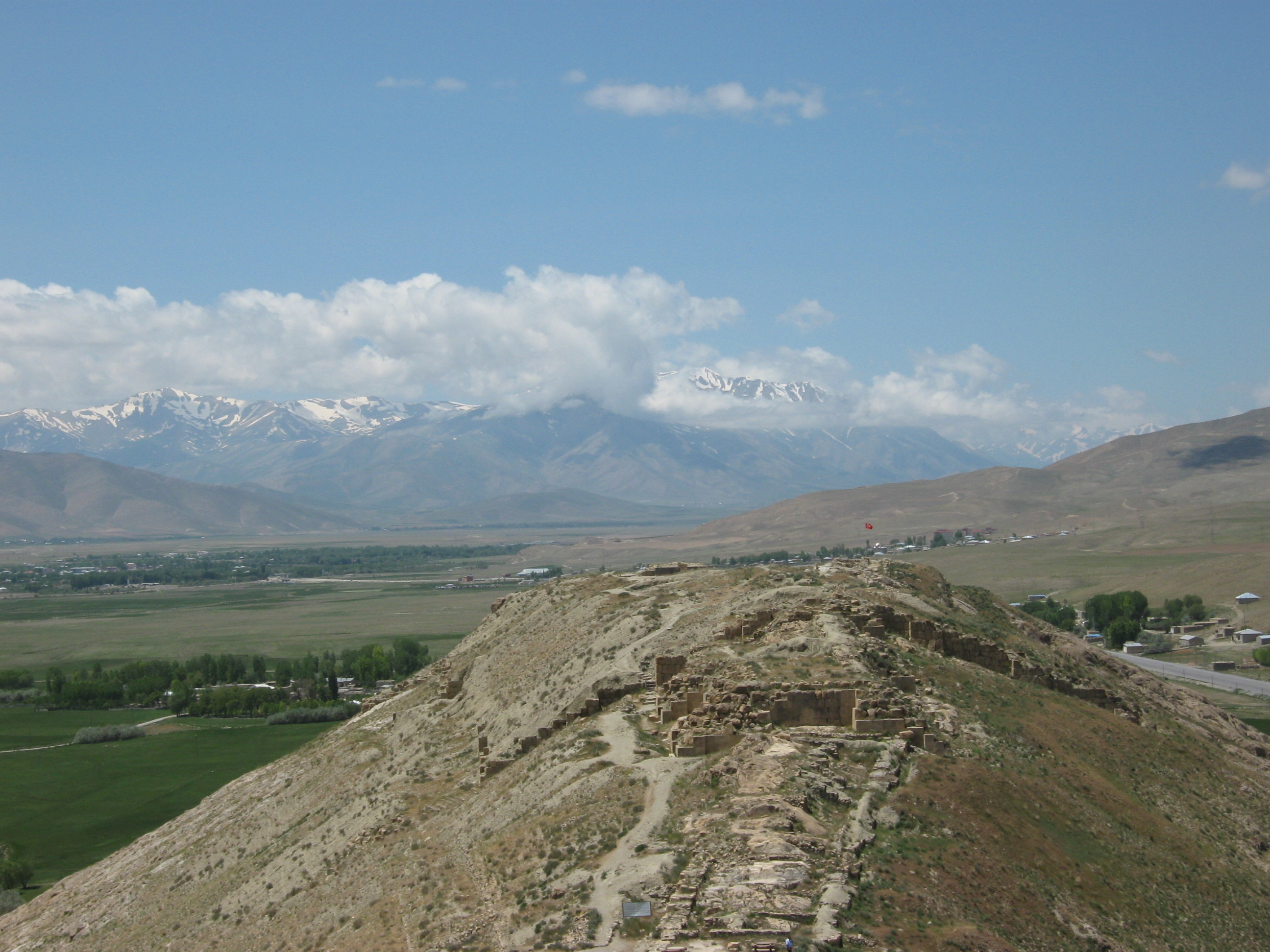
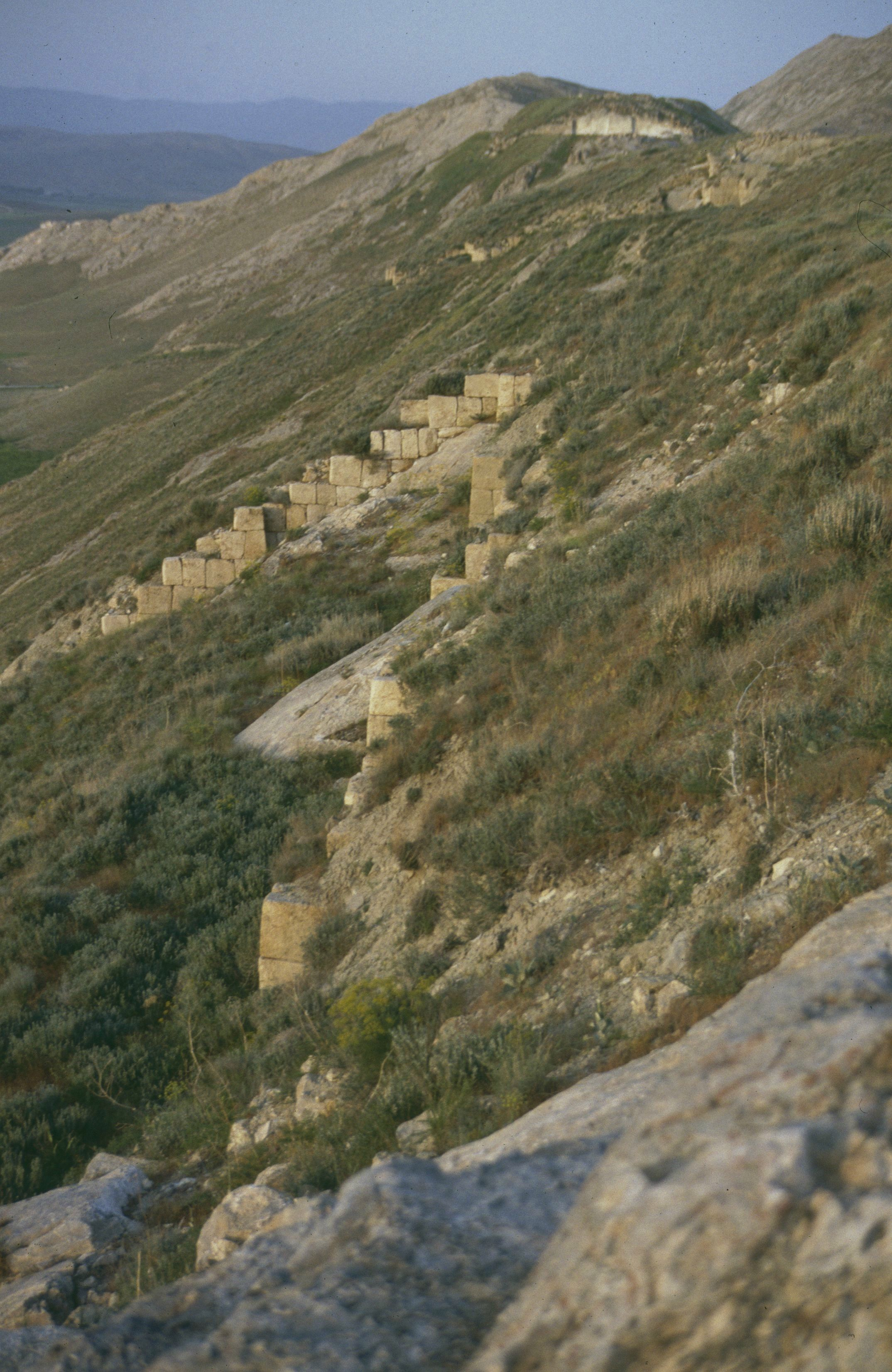
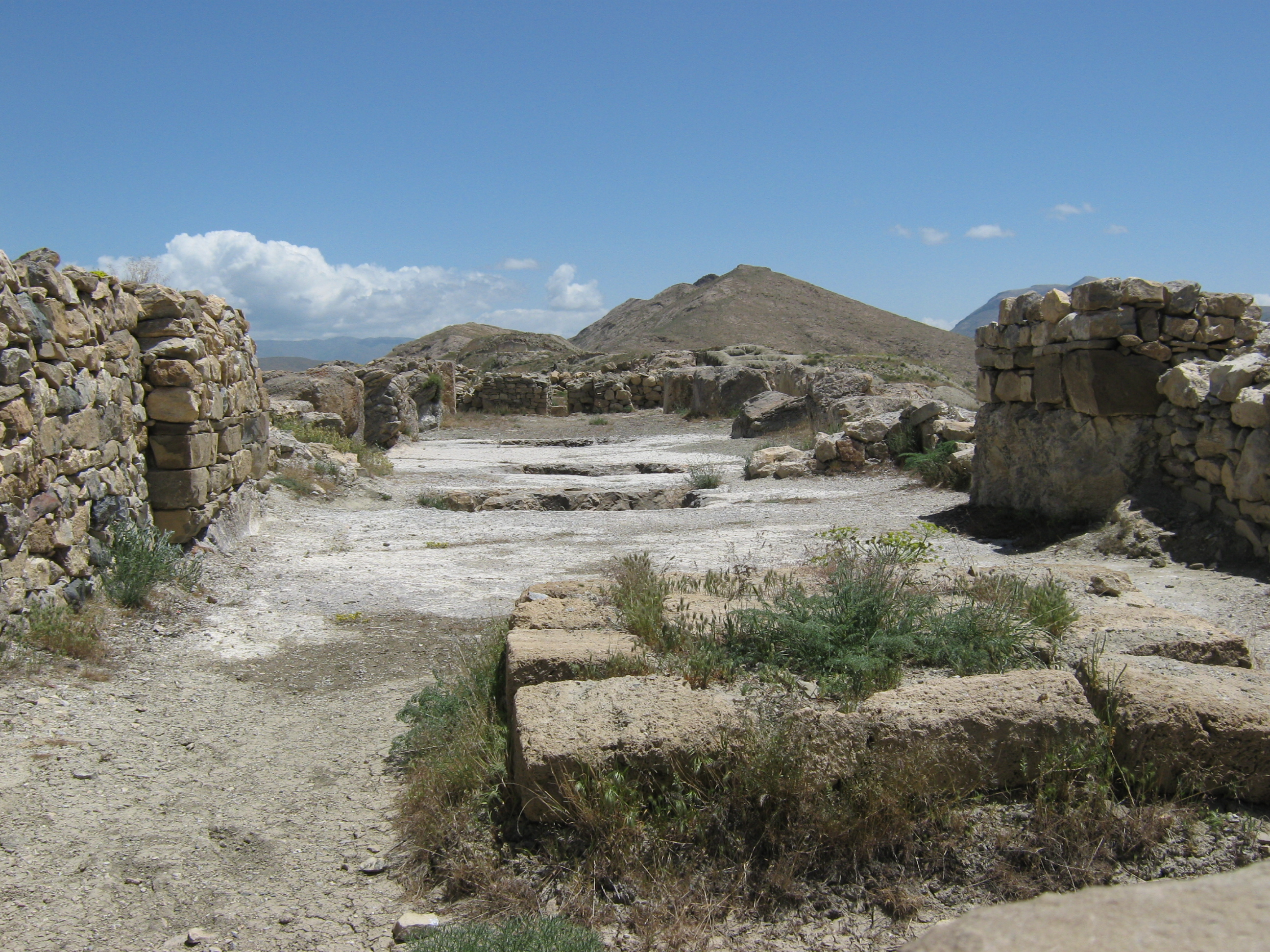
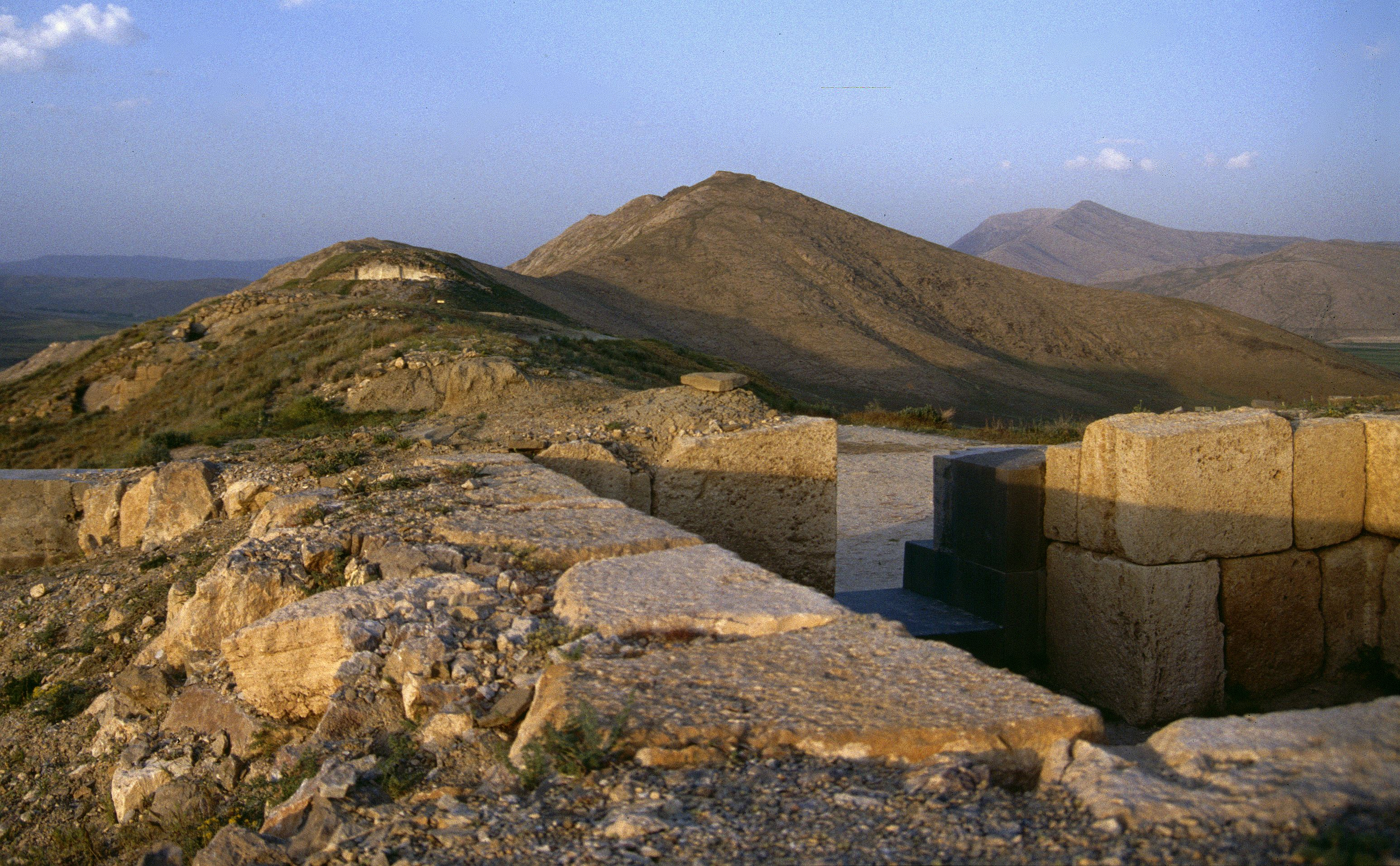
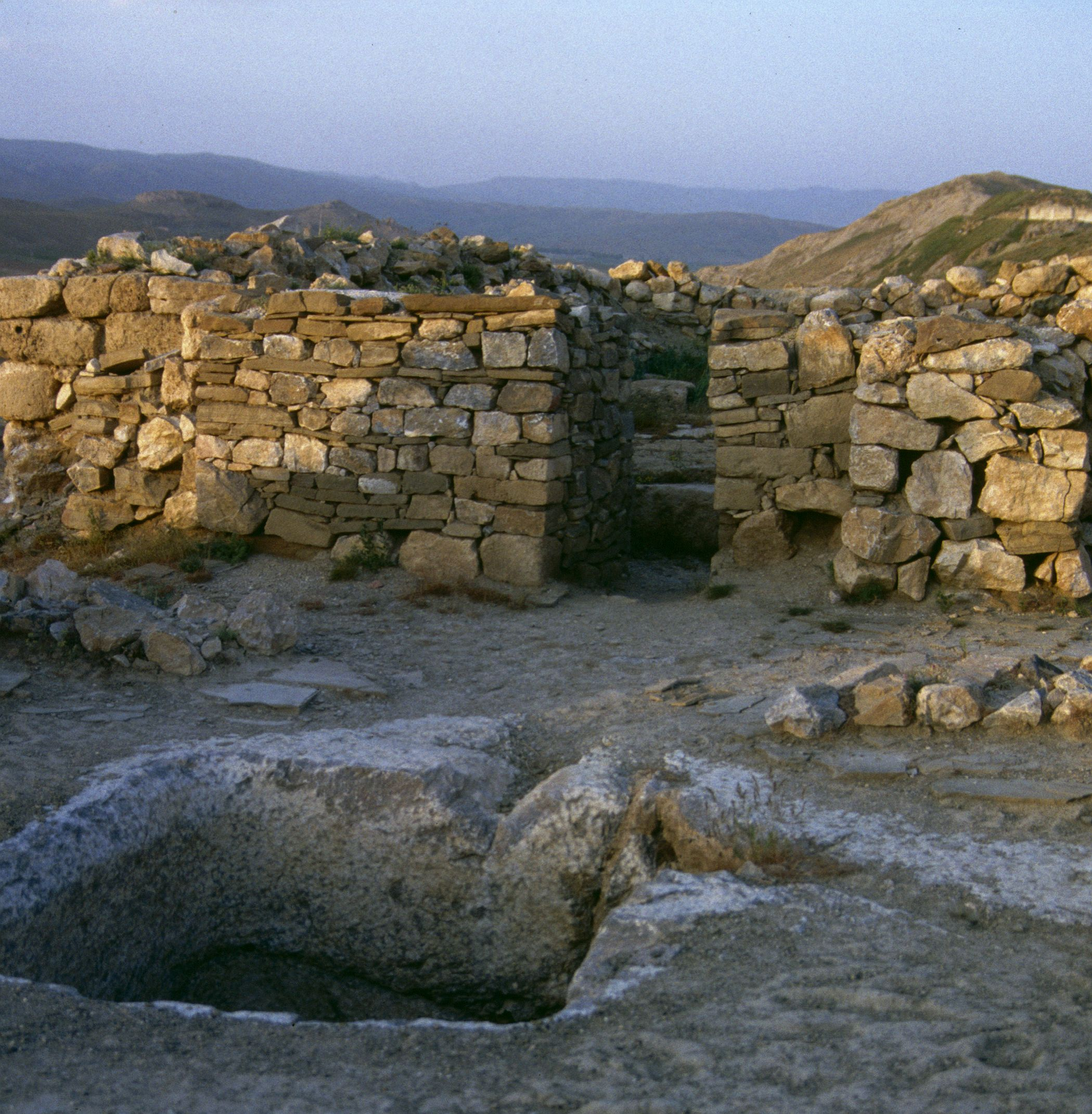
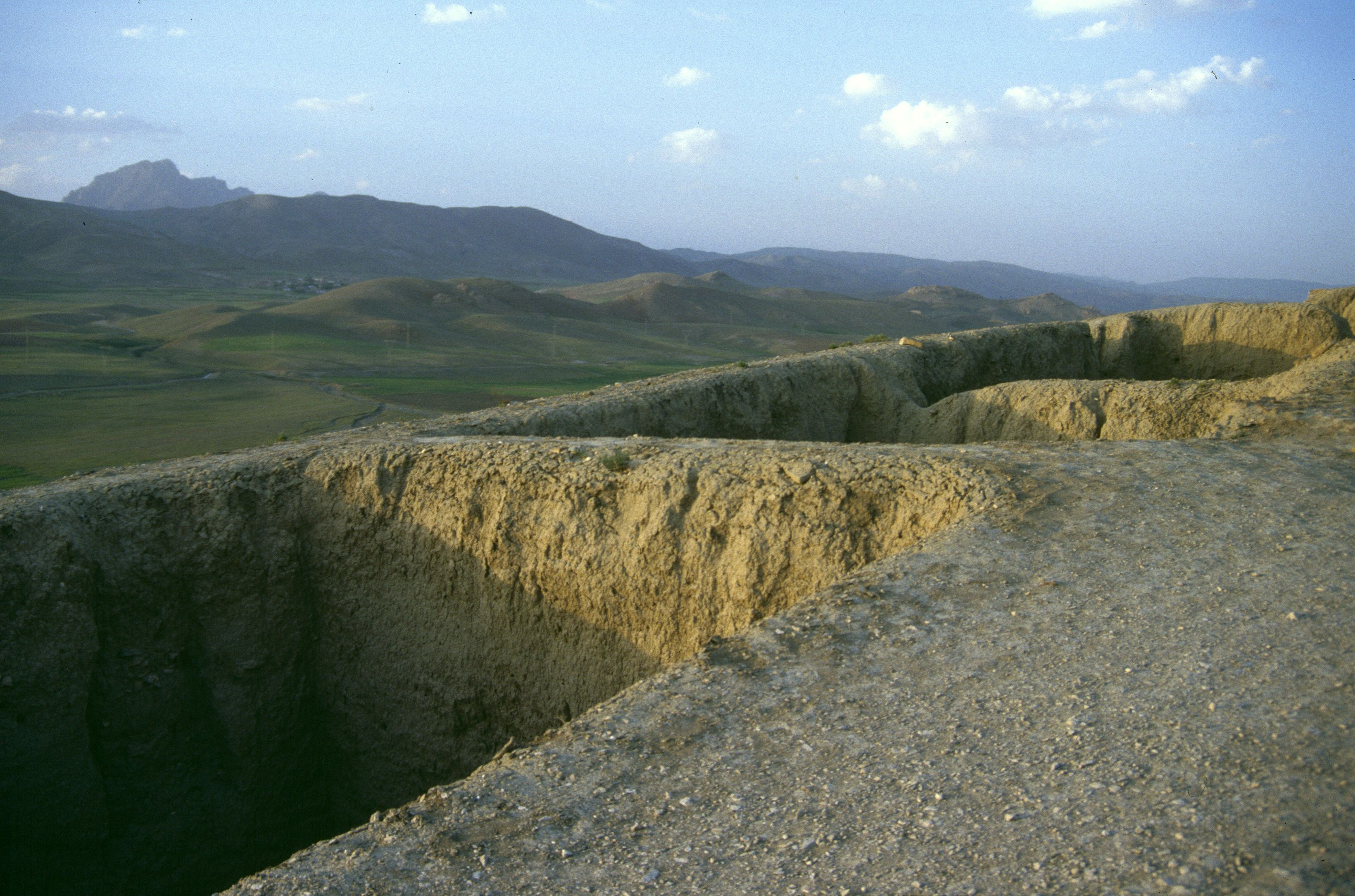
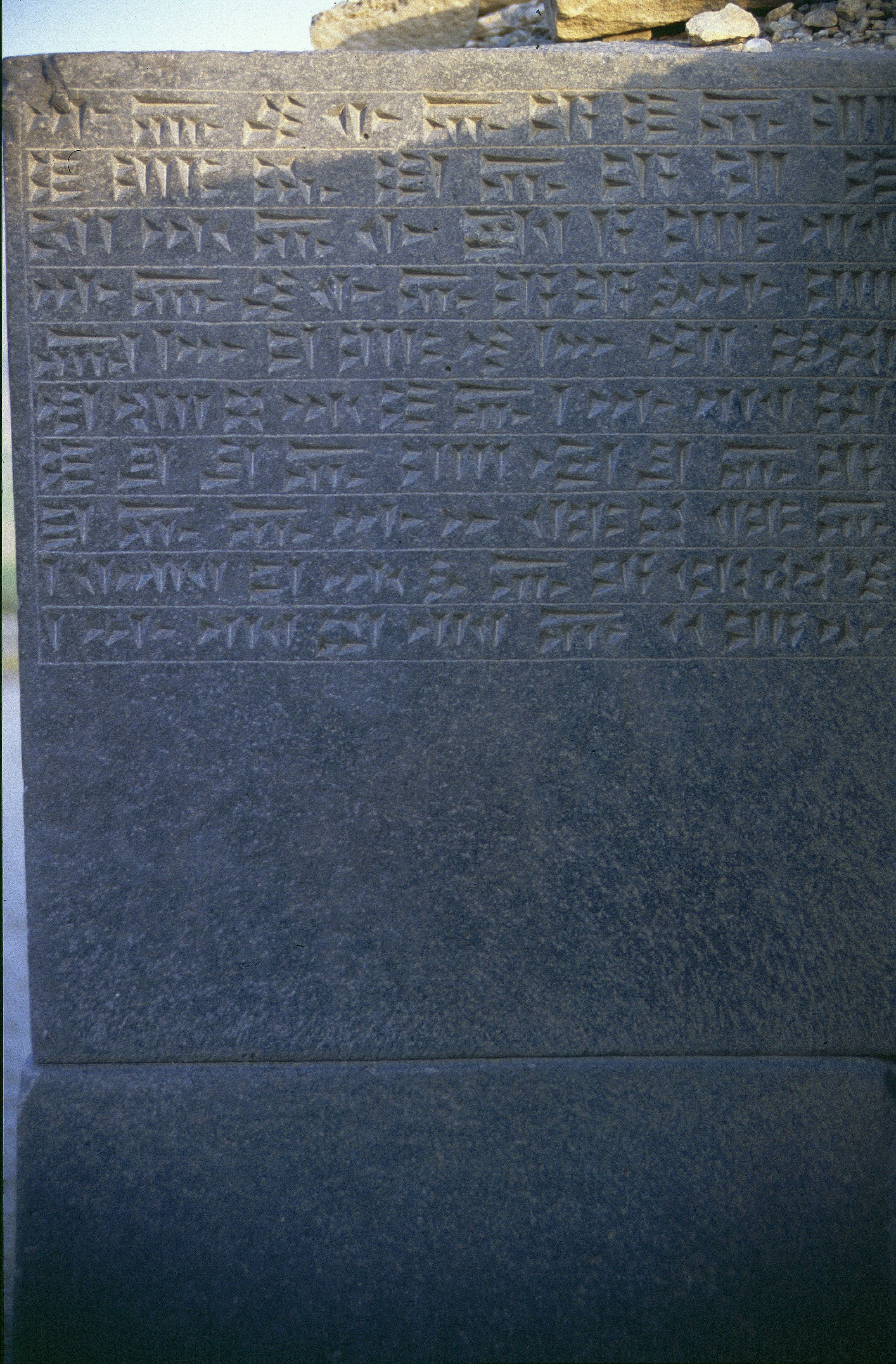